# Lijst van Stolpersteine in Schouwen-Duiveland

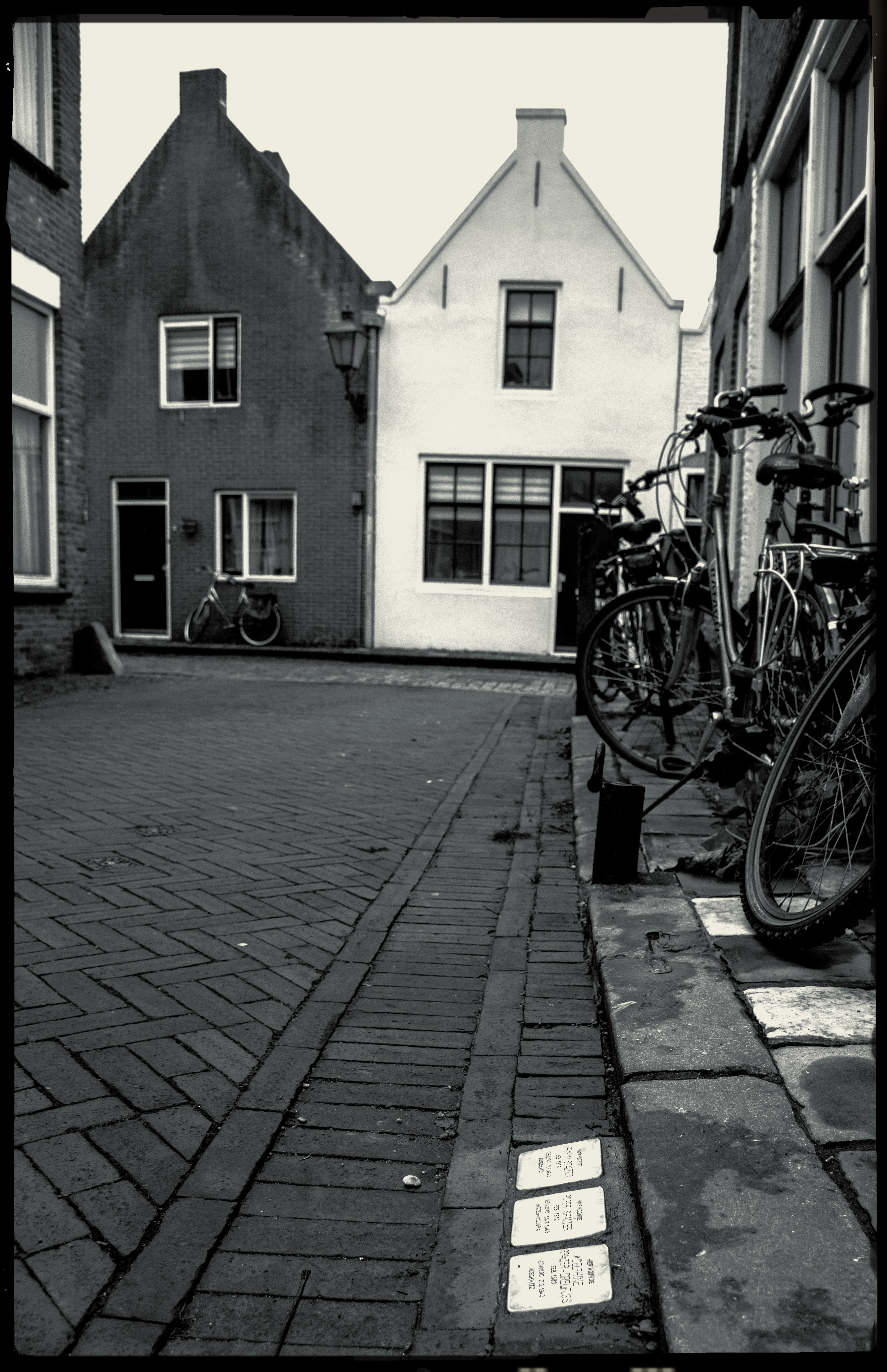
Stolpersteine voor familie Spalter, Korte Groendal 32, Zierikzee

De lijst van Stolpersteine in Schouwen-Duiveland geeft een overzicht van de Stolpersteine in de Nederlandse gemeente Schouwen-Duiveland in de Nederlandse provincie Zeeland die zijn geplaatst in het kader van het Stolpersteine-project van de Duitse beeldhouwer-kunstenaar Gunter Demnig.
Omdat het Stolpersteine-project doorloopt, kan deze lijst onvolledig zijn.

## Stolpersteine
Op Schouwen-Duiveland ligt een Stolperstein in Burgh en 22 in Zierikzee.

### Burgh-Haamstede
| Afbeelding | Inscriptie                                                   | Adres                                      | Herdachte persoon |
| ---------- | ------------------------------------------------------------ | ------------------------------------------ | --- |
|            | HIER WOONDE IRMA JACOBS GEB. 1895 VERMOORD 23.4.1943 SOBIBOR | Burgh-Haamstede, Burghseweg 84 Kaart (OSM) | Irma Jacobs (1895–1943) was een Joods verpleegster die in 1935 vanuit Den Haag naar Burgh-Haamstede verhuisde. In maart 1942 was Irma gedwongen uit Burgh-Haamstede te vertrekken en trok in bij haar broer Alexander Jacobs op de Stadionkade 131 in Amsterdam. Op 30 december 1942 werden Irma en Alexander uit Amsterdam gedeporteerd en op 23 april 1943 werd de 47-jarige Irma in Sobibor vermoord. |

### Zierikzee
| Afbeelding | Inscriptie                                                                    | Adres                                                   | Herdachte persoon |
| ---------- | ----------------------------------------------------------------------------- | ------------------------------------------------------- | --- |
|            | HIER WOONDE ABRAHAM SAMUEL FRENK GEB. 1883 VERMOORD 7.9.1942 AUSCHWITZ        | Zierikzee, Sint Domusstraat 19 Kaart (OSM)              | Abraham Samuel Frenk (1883-1942) was een Joodse veehandelaar en slachter. In 1936 keerde hij vanuit Rotterdam terug naar zijn geboorteplaats Zierikzee. Hij bezat een slachthuis aan de Hem 24. In 1942 werd Abraham Samuel Frenk, evenals de andere Joodse inwoners van Zierikzee, gedwongen naar Amsterdam te verhuizen. Kort daarop werd hij gedeporteerd en op 7 september 1942 in Auschwitz vermoord. Hij is 59 jaar geworden. |
|            | HIER WOONDE BETJE FRENK GEB. 1859 VERMOORD 23.4.1943 SOBIBOR                  | Zierikzee, Maarstraat 15 Kaart (OSM)                    | Betje Frenk (1859-1943) |
|            | HIER WOONDE WILHELMINA FRENK-LABZOWSKI GEB. 1897 VERMOORD 24.9.1943 AUSCHWITZ | Zierikzee, Lange Nobelstraat 10 (toen A169) Kaart (OSM) | Wilhelmina Frenk-Labzowski (1897-1943) |
|            | HIER WOONDE BETSY LABZOWSKI GEB. 1920 VERMOORD 12.3.1945 RAGUHN               | Zierikzee, Havenpark 5 Kaart (OSM)                      | Betsy Labzowski (1920-1945) |
|            | HIER WOONDE ROSA LABZOWSKI GEB. 1922 VERMOORD 3.9.1943 AUSCHWITZ              | Zierikzee, Havenpark 5 Kaart (OSM)                      | Rosa Labzowski (1922-1943) |
|            | HIER WOONDE LAURA LABZOWSKI-HEUMAN GEB. 1894 VERMOORD 5.3.1943 SOBIBOR        | Zierikzee, Havenpark 5 Kaart (OSM)                      | Laura Labzowski-Heuman (1894-1943) |
|            | HIER WOONDE ABRAHAM SPALTER GEB. 1878 VERMOORD 7.9.1942 AUSCHWITZ             | Zierikzee, Korte Groendal 32 Kaart (OSM)                | Abraham Spalter (1878-1942) |
|            | HIER WOONDE ROGER SPALTER GEB. 1912 VERMOORD 15.3.1945 MIDDEN-EUROPA          | Zierikzee, Korte Groendal 32 Kaart (OSM)                | Roger Spalter (1912-1945) |
|            | HIER WOONDE DELPHINE SPALTER-DREIJFUSS GEB. 1883 VERMOORD 7.9.1942 AUSCHWITZ  | Zierikzee, Korte Groendal 32 Kaart (OSM)                | Delphine Spalter-Dreijfuss (1883-1942) |
|            | HIER WOONDE FRITS LEO VAN DIJK GEB. 1935 VERMOORD 7.9.1942 AUSCHWITZ          | Zierikzee, Sint Domusstraat 17 Kaart (OSM)              | Frits Leo van Dijk (1935-1942) |
|            | HIER WOONDE ISIDOR VAN DIJK GEB. 1925 VERMOORD 4.6.1943 SOBIBOR               | Zierikzee, Sint Domusstraat 17 Kaart (OSM)              | Isidor van Dijk (1925-1943) |
|            | HIER WOONDE JACOB VAN DIJK GEB. 1896 VERMOORD 31.3.1944 MIDDEN-EUROPA         | Zierikzee, Sint Domusstraat 17 Kaart (OSM)              | Jacob van Dijk (1896-1944) |
|            | HIER WOONDE JOZEF VICTOR VAN DIJK GEB. 1930 VERMOORD 7.9.1942 AUSCHWITZ       | Zierikzee, Sint Domusstraat 17 Kaart (OSM)              | Jozef Victor van Dijk (1930-1942) |
|            | HIER WOONDE ROSA VAN DIJK GEB. 1926 VERMOORD 7.9.1942 AUSCHWITZ               | Zierikzee, Sint Domusstraat 17 Kaart (OSM)              | Rosa van Dijk (1926-1942) |
|            | HIER WOONDE SUSANNA VAN DIJK GEB. 1923 VERMOORD 7.9.1942 AUSCHWITZ            | Zierikzee, Sint Domusstraat 17 Kaart (OSM)              | Susanna van Dijk (1923-1942) |
|            | HIER WOONDE GISELLA VAN DIJK-HEUMAN GEB. 1898 VERMOORD 7.9.1942 AUSCHWITZ     | Zierikzee, Sint Domusstraat 17 Kaart (OSM)              | Gisella van Dijk-Heuman (1898-1942) |
|            | HIER WOONDE ABRAHAM WILKENS GEB. 1874 VERMOORD 5.2.1943 AUSCHWITZ             | Zierikzee, Breedstraat 10 Kaart (OSM)                   | Abraham Wilkens (1874-1943) |
|            | HIER WOONDE ADOLPH ABRAHAM WILKENS GEB. 1914 VERMOORD 31.3.1944 POLEN         | Zierikzee, Breedstraat 10 Kaart (OSM)                   | Adolph Abraham Wilkens (1914-1944) |
|            | HIER WOONDE BERTA REGINA WILKENS GEB. 1936 VERMOORD 28.5.1943 SOBIBOR         | Zierikzee, Hofferstraat 38 Kaart (OSM)                  | Bertha Regina Wilkens (1936-1943) |
|            | HIER WOONDE IZAAK ABRAHAM WILKENS GEB. 1905 VERMOORD 28.5.1943 SOBIBOR        | Zierikzee, Hofferstraat 38 Kaart (OSM)                  | Izaak Abraham Wilkens (1905-1943) |
|            | HIER WOONDE SELMA WILKENS GEB. 1904 VERMOORD 2.7.1943 SOBIBOR                 | Zierikzee, Breedstraat 10 Kaart (OSM)                   | Selma Wilkens (1904-1943) |
|            | HIER WOONDE ESTELLA LINA WILKENS-ISRAËLS GEB. 1907 VERMOORD 28.5.1943 SOBIBOR | Zierikzee, Hofferstraat 38 Kaart (OSM)                  | Estella Lina Wilkens-Israëls (1907-1943) |

## Data van plaatsingen
- 7 februari 2017: Burgh, Zierikzee